# (26894) 1995 KN1
(26894) 1995 KN1 est un astéroïde de la ceinture principale découvert en 1995.

## Description
(26894) 1995 KN1 a été découvert le 29 mai 1995 à l'observatoire astronomique Santa Lucia de Stroncone, dans la ville de Stroncone, en Italie, par Antonio Vagnozzi.

### Caractéristiques orbitales
L'orbite de cet astéroïde est caractérisée par un demi-grand axe de 3,9 UA, un périhélie de 2,98 UA, une excentricité de 0,03 et une inclinaison de 17,12° par rapport à l'écliptique. Du fait de ces caractéristiques, à savoir un demi-grand axe compris entre 2 et 3,2 UA et un périhélie supérieur à 1,666 UA, il est classé, selon la JPL Small-Body Database, comme objet de la ceinture principale.

### Caractéristiques physiques
(26894) 1995 KN1 a une magnitude absolue (H) de 14,4 et un albédo estimé à 0,324.